# Murakeresztúr
Murakeresztúr è un comune dell'Ungheria di 1.975 abitanti (dati 2001). È situato nella contea di Zala.